# 采頤花園

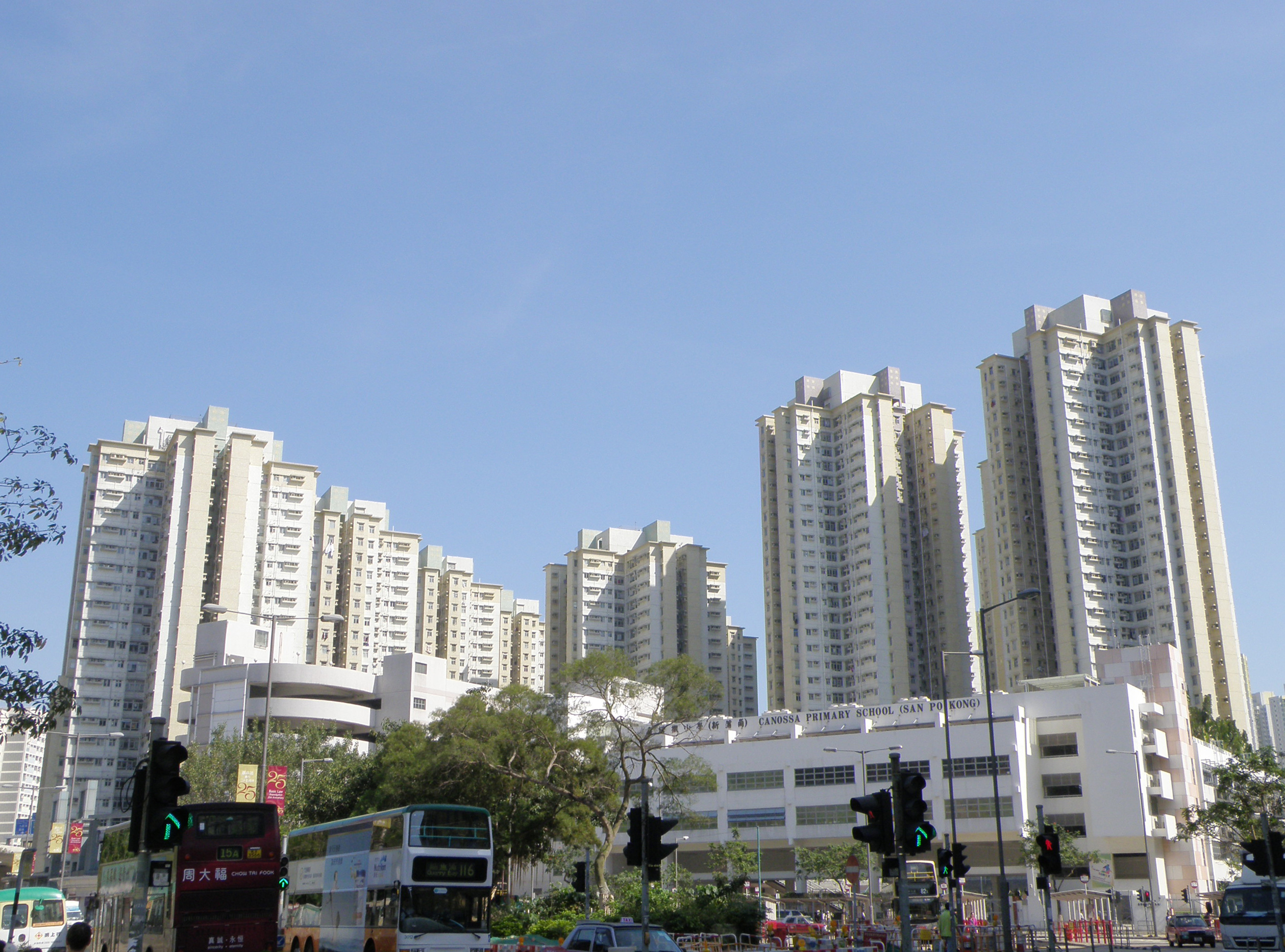
采頤花園面向彩虹道

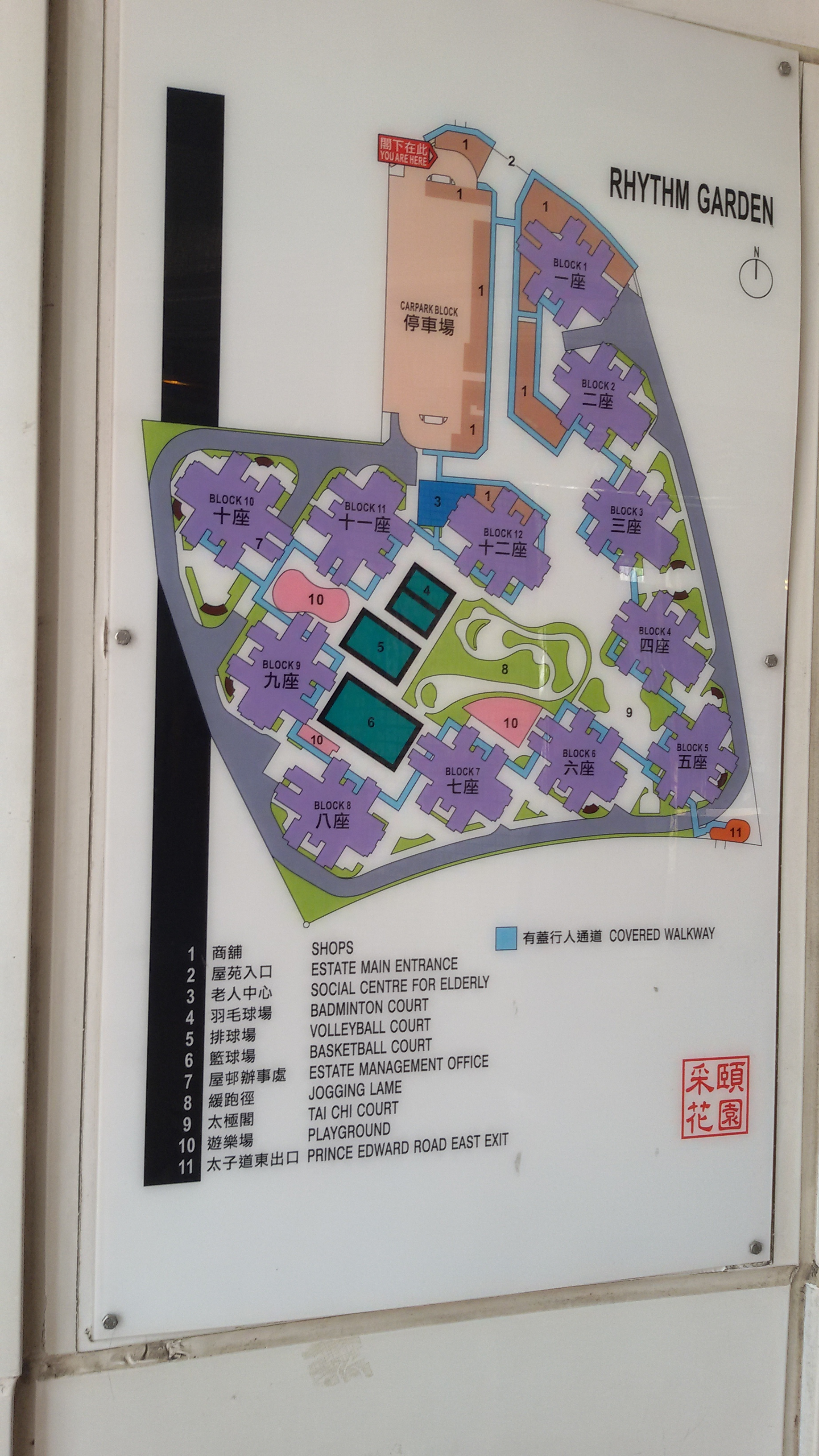
設施分佈圖

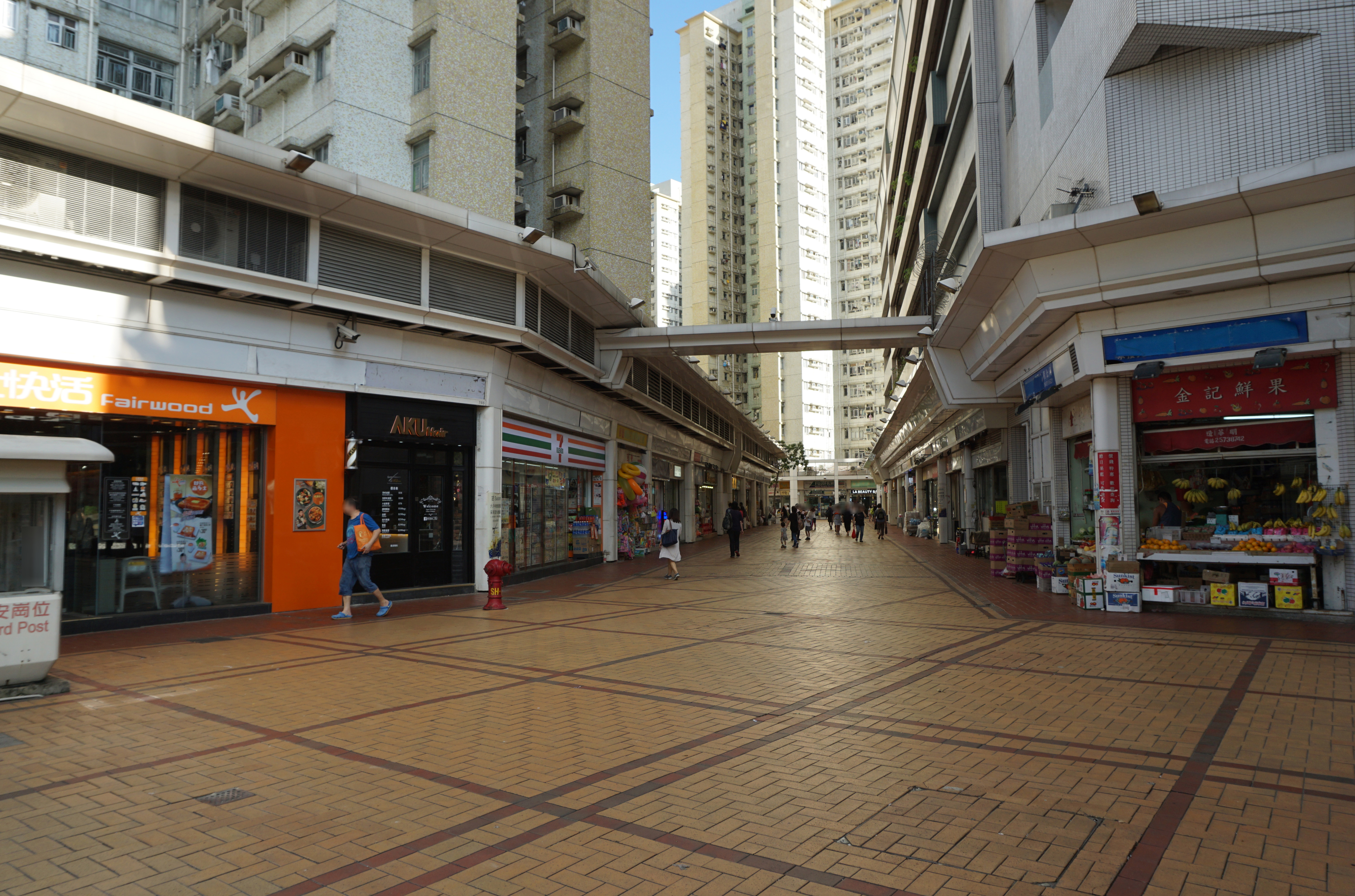
商舖

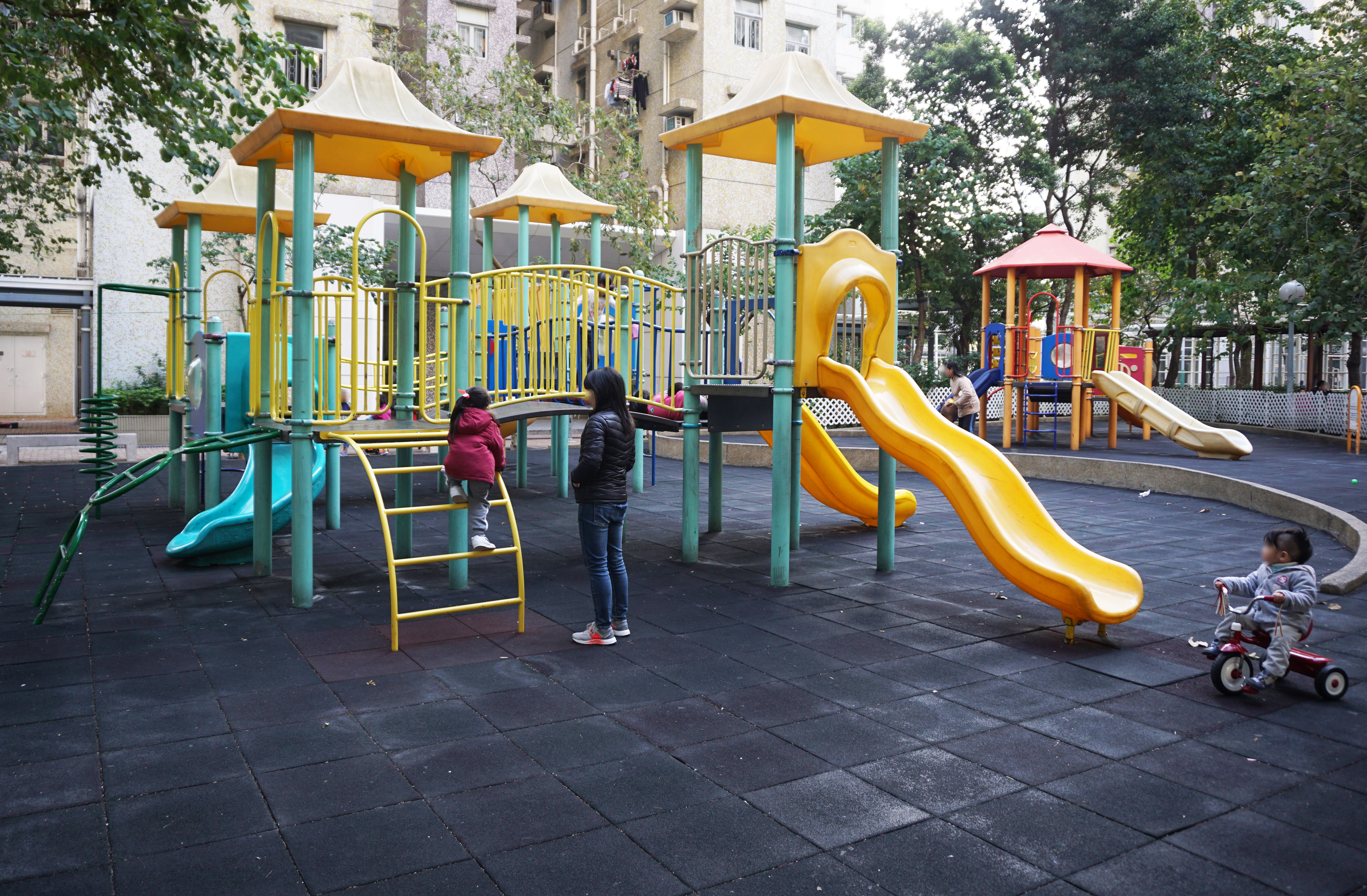
兒童遊樂場

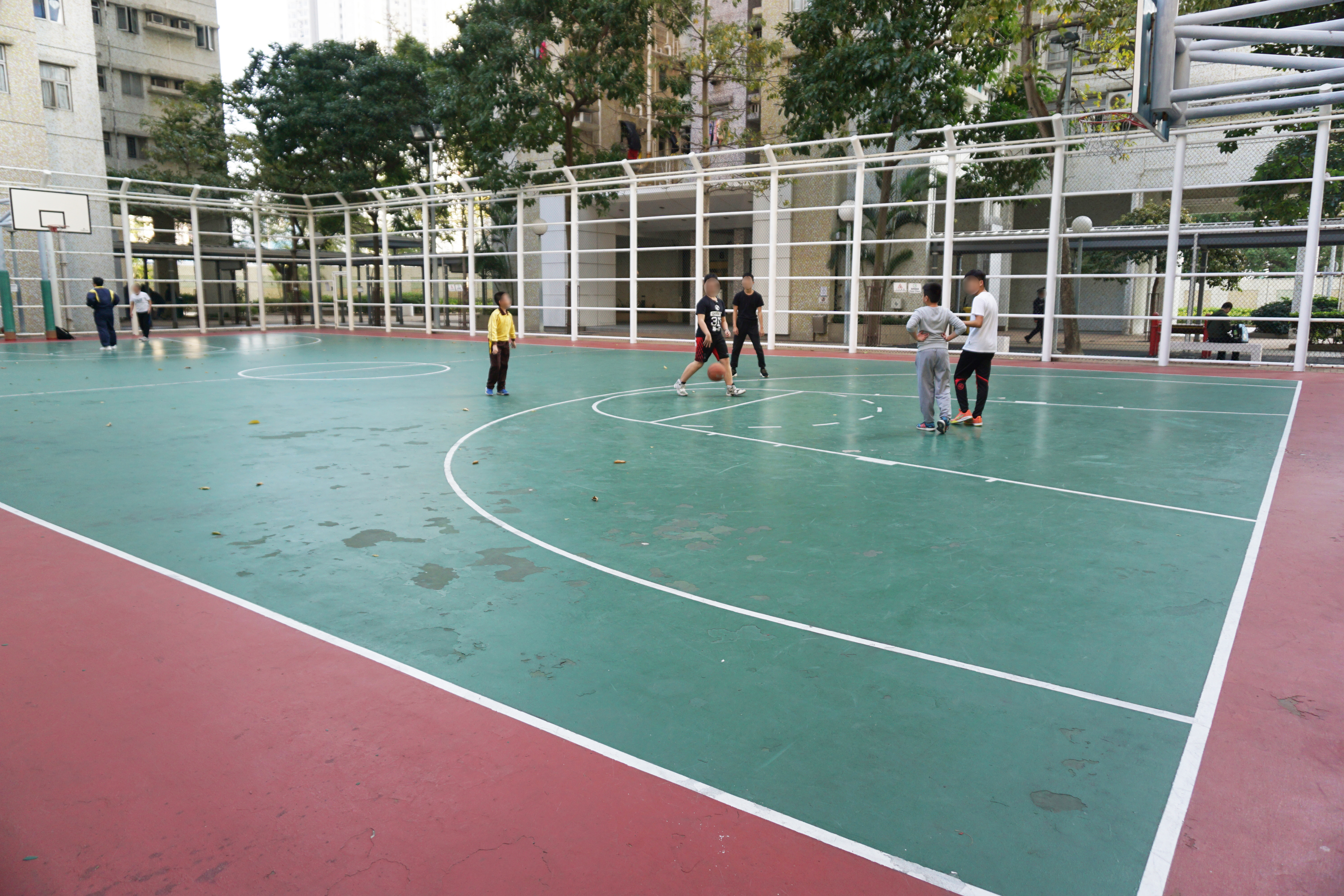
籃球場

采頤花園（英語：Rhythm Garden）是香港一個私人機構參建居屋計劃屋苑，由新世界發展（以「港盛發展有限公司」名義）發展，周氏建築師事務所設計，協興建築承建，由富城集團負責管理。屋苑位於九龍新蒲崗太子道東及彩虹道交界，鄰近鑽石山站、啟德及彩虹站，共有樓宇7幢23層（第1，2，3，4，5，6及12座），4幢30層（7，8，9及11座）及1幢31層（第10座），合共3,000個住宅單位，間隔分3房2廳及兩房兩廳，在2000年9月28日落成。
它與附近的嘉峰臺均是鑽石山／新蒲崗／牛池灣綠表居屋市場成交價最高的屋苑，也是九龍售價貴的綠表居屋之一。屋苑出售時呎價為最高紀錄，於2016年11月一個中層二房單位亦曾以約628萬，折合實用呎價14,570元成交，打破去年初旺角居屋海富苑錄得的14,531元高位，取而代之成為九龍區呎價居屋王。 
2018年5月，該屋苑一個高層3房單位，綠表成交價錄得709萬港元，實用面積呎價12,099元，創該屋苑居二價新高。
采頤花園屬於黃大仙區議會黃大仙西選區。

## 歷史
屋苑原址為九龍十三鄉之一的沙地園村，1943年日軍為擴建啟德機場將之夷為平地。戰後駐港英軍設彩虹軍營（Blackdown Barracks），是東九龍地區最大軍營。

## 屋苑資料

### 樓宇
屋苑內設1個大型商場暨7層停車場、園林花園及1間老人服務中心。康樂設施有羽毛球場、排球場及籃球場等。不過屋苑被交通流量極高的太子道東、彩虹道、以及通往大老山隧道的高架橋包圍，加上毗鄰工廠區，中低層單位會受噪音影響。

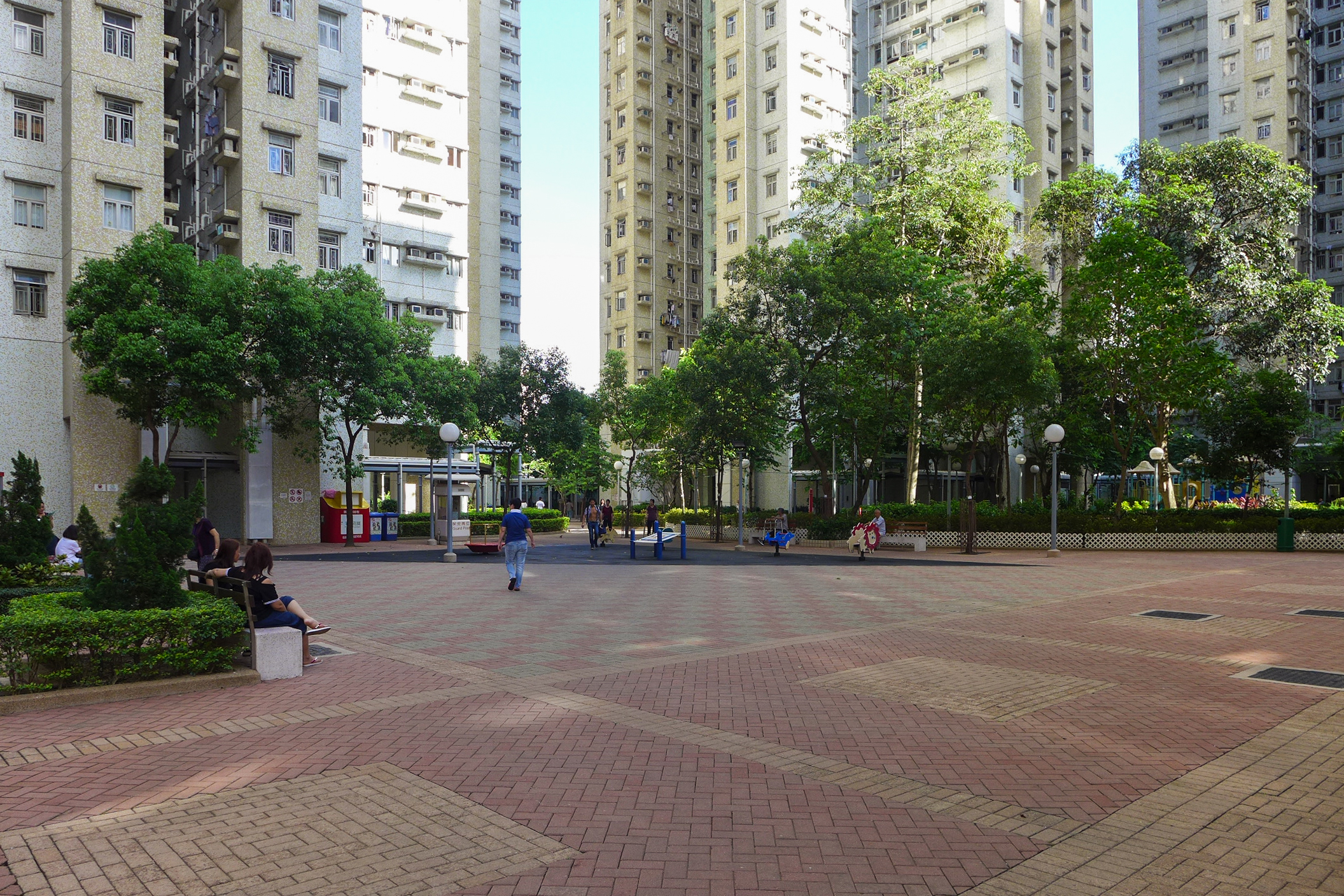
開放空間設兒童遊樂場
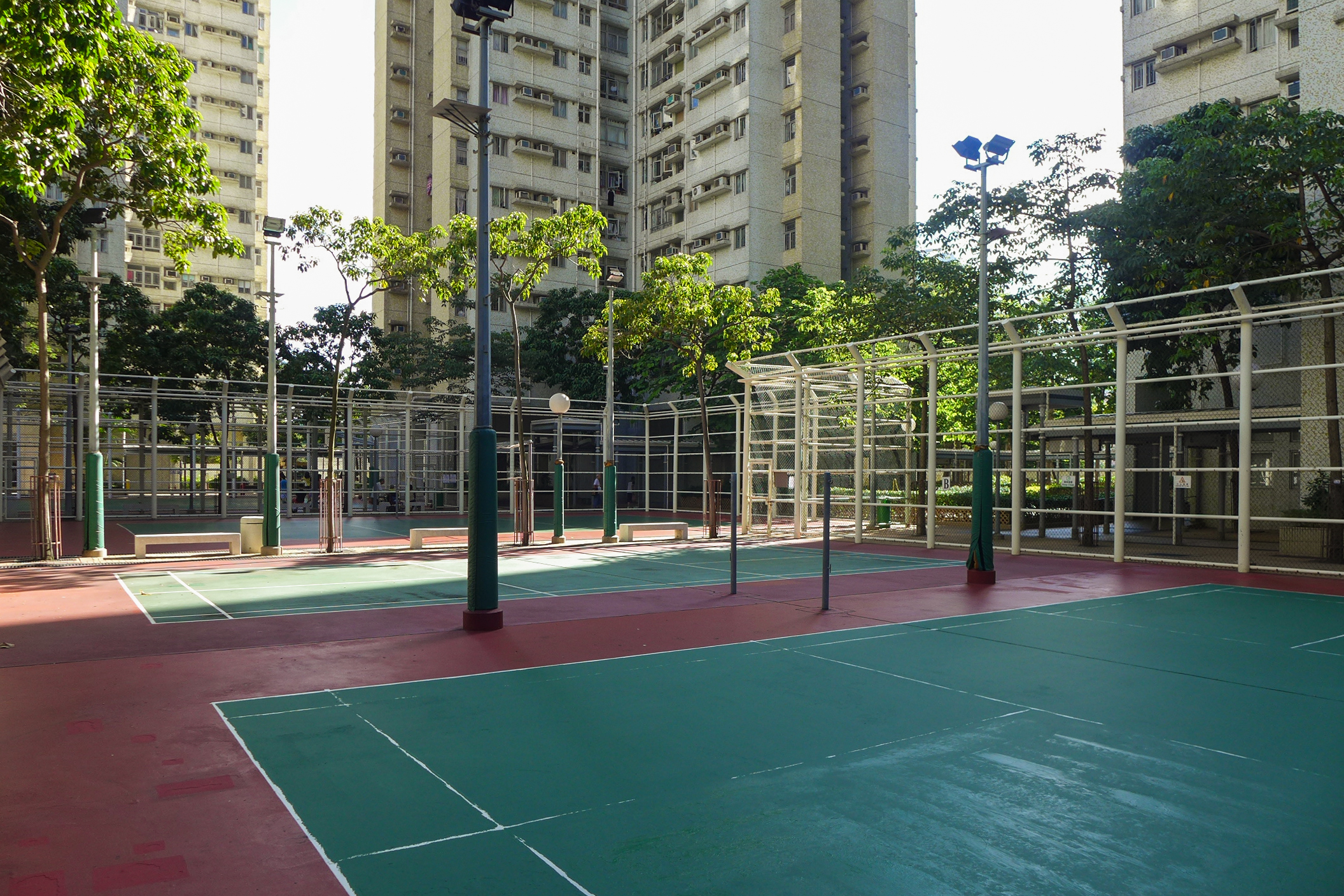
羽毛球及排球場
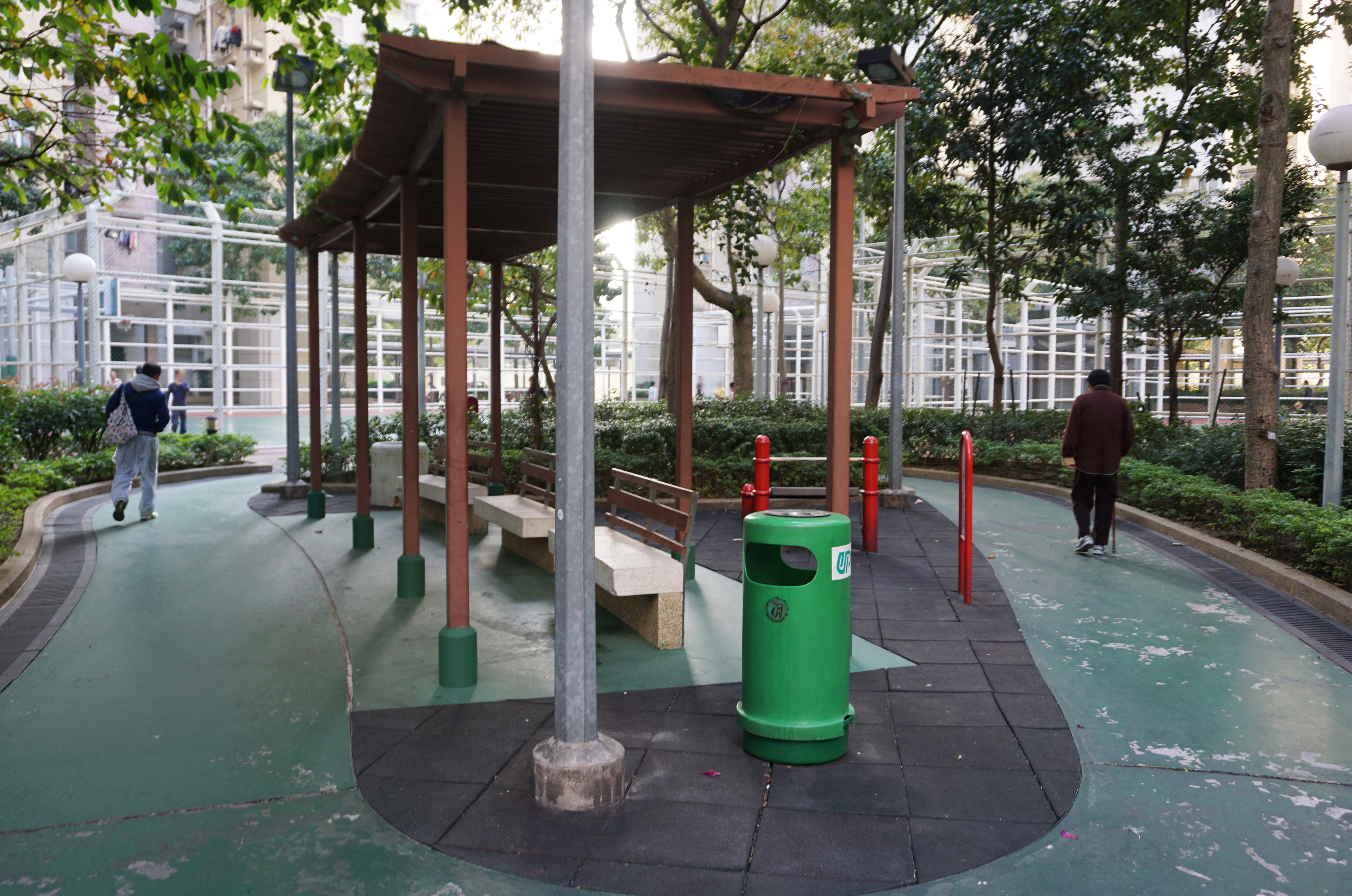
緩跑徑、休憩區及健體區
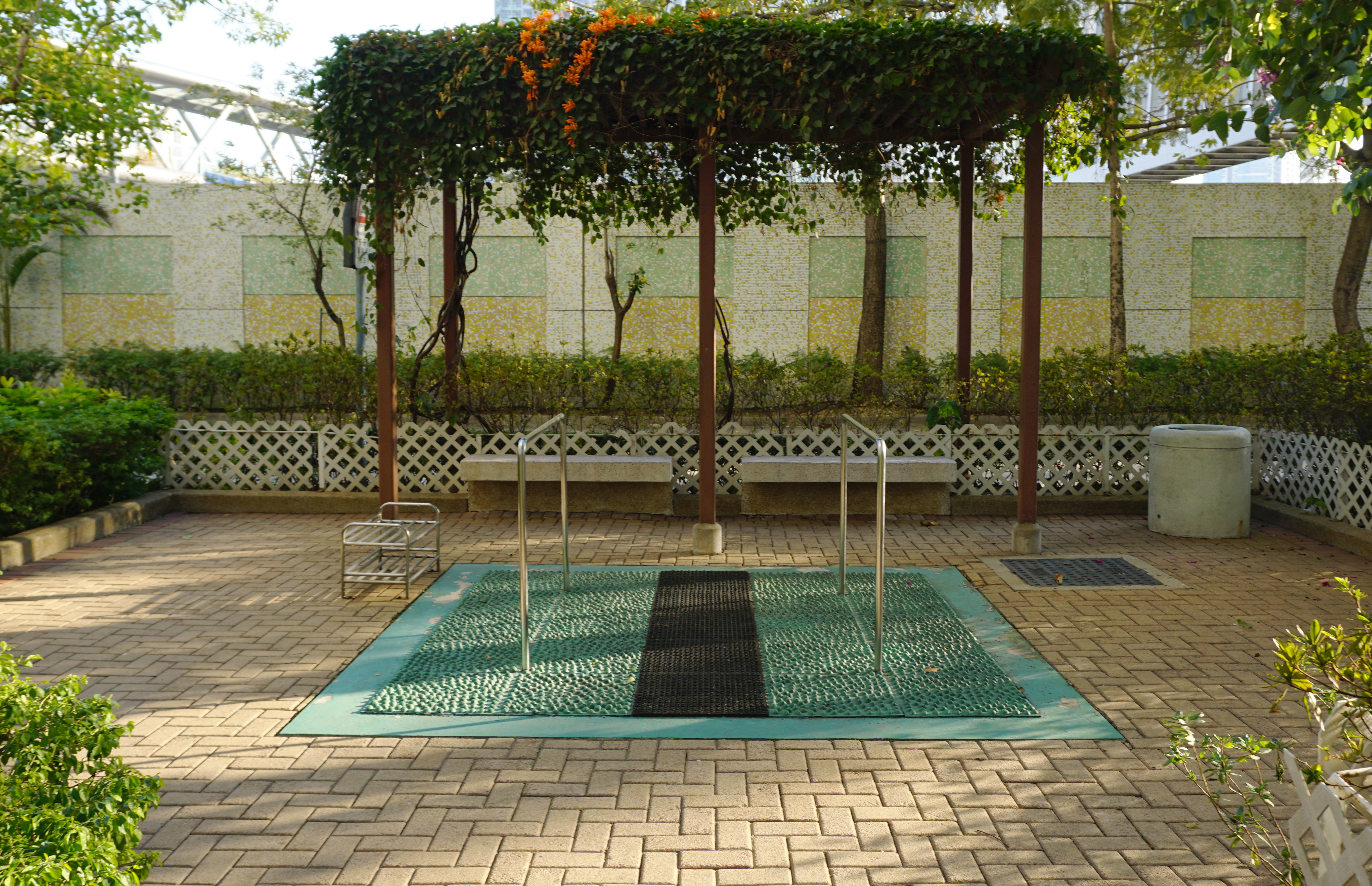
卵石路步行徑
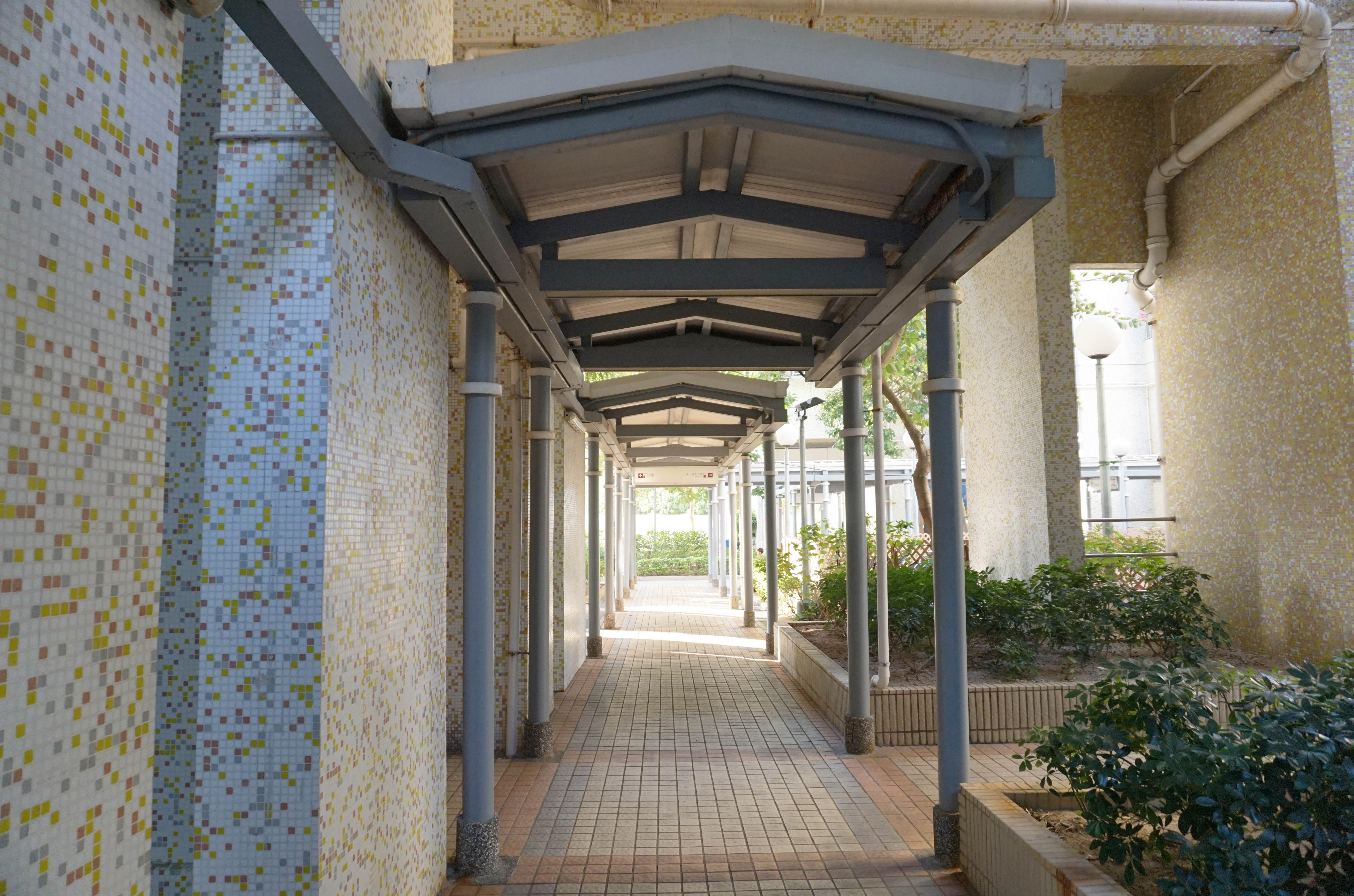
有蓋行人通道

| 樓宇名稱 | 樓宇類型                      | 落成年份 | 層數 | 每層伙數 | 每座單位總數（伙） | 建築師           | 承建商   | 提供升降機的廠商 |
| -------- | ----------------------------- | -------- | ---- | -------- | ------------------ | ---------------- | -------- | ---------------- |
| 第1座    | 私人參建居屋樓宇 （十字井型） | 2000年   | 22   | 10       | 220                | 周氏建築師事務所 | 協興建築 | 东芝             |
| 第2座    | 私人參建居屋樓宇 （十字井型） | 2000年   | 22   | 10       | 220                | 周氏建築師事務所 | 協興建築 | 东芝             |
| 第3座    | 私人參建居屋樓宇 （十字井型） | 2000年   | 22   | 10       | 220                | 周氏建築師事務所 | 協興建築 | 东芝             |
| 第4座    | 私人參建居屋樓宇 （十字井型） | 2000年   | 22   | 10       | 220                | 周氏建築師事務所 | 協興建築 | 东芝             |
| 第5座    | 私人參建居屋樓宇 （十字井型） | 2000年   | 22   | 10       | 220                | 周氏建築師事務所 | 協興建築 | 东芝             |
| 第6座    | 私人參建居屋樓宇 （十字井型） | 2000年   | 22   | 10       | 220                | 周氏建築師事務所 | 協興建築 | 东芝             |
| 第7座    | 私人參建居屋樓宇 （十字井型） | 2000年   | 29   | 10       | 290                | 周氏建築師事務所 | 協興建築 | 东芝             |
| 第8座    | 私人參建居屋樓宇 （十字井型） | 2000年   | 29   | 10       | 290                | 周氏建築師事務所 | 協興建築 | 东芝             |
| 第9座    | 私人參建居屋樓宇 （十字井型） | 2000年   | 29   | 10       | 290                | 周氏建築師事務所 | 協興建築 | 东芝             |
| 第10座   | 私人參建居屋樓宇 （十字井型） | 2000年   | 30   | 10       | 300                | 周氏建築師事務所 | 協興建築 | 东芝             |
| 第11座   | 私人參建居屋樓宇 （十字井型） | 2000年   | 29   | 10       | 290                | 周氏建築師事務所 | 協興建築 | 东芝             |
| 第12座   | 私人參建居屋樓宇 （十字井型） | 2000年   | 22   | 10       | 220                | 周氏建築師事務所 | 協興建築 | 东芝             |

- 開放空間設兒童遊樂場
- 羽毛球及排球場
- 緩跑徑、休憩區及健體區
- 卵石路步行徑
- 有蓋行人通道

## 鄰近設施
- 彩虹邨
- 景泰苑
- 啟翔苑
- 啟鑽苑
- 啟晴邨
- 德朗邨
- 啟朗苑
- 彩虹道
- 太子道東
- 譽·港灣
- 嘉諾撒小學（新蒲崗）
- 東啟德遊樂場
- 東啟德體育館

## 外部連結
- .   [2019-05-21]. （原始内容存档于2002-10-09）.